# Ben Shedd
Ben Shedd (* 20. Jahrhundert) ist ein US-amerikanischer Filmregisseur, -produzent und Drehbuchautor.

## Leben
Ben Shedd machte seinen Bachelor 1968 an der San Francisco State University und seinen Masterabschluss 1973 an der University of Southern California School of Cinematic Arts.
1972 begann er seine Karriere beim PBS, wo er sich um die Wissenschaftssendung Nova kümmerte. Er wirkte bei der ersten Staffel 1972 mit und arbeitete dann von 1973 bis 1976 als Regisseur, Produzent und Autor der nächsten beiden Staffeln. Für diese Arbeit erhielt er einen Peabody Award.
In seiner Karriere drehte er 33 Filme für Wissenschaft und Schule, darunter drei IMAX-Produktionen. Neben seiner Arbeit als Regisseur arbeitete er an verschiedenen Universitäten als Professor, unter anderem an der University of Southern California, dem California Institute of the Arts, dem Art Center College of Design, der Boise State University und der Nanyang Technological University in Singapur.
1979 erhielt er gemeinsam mit seiner damaligen Ehefrau Jacqueline M. Phillips Shedd den Oscar für die Kurzdokumentation The Flight of the Gossamer Condor.

## Filmografie (Auswahl)
- 1973–1976: Nova (Fernsehsendung, Produzent, Regisseur, Autor)
- 1978: The Flight of the Gossamer Condor (Produzent, Regisseur, Autor)
- 1985: The Homefront (Second Unit Regisseur)
- 1987: Funny, You Don't Look 200: A Constitutional Vaudeville (Berater)
- 1987: Seasons (Kurzfilm, Regisseur, Produzent)
- 1992: Tropical Rainforest (Kurzfilm, Regisseur, Produzent)
- 2007: Green Is the Color of Money (Kurzfilm, Regisseur, Produzent)
- 2009: Star Waiters (Kurzfilm, Produzent)